# Gouvernement démocratique provisoire
Le Gouvernement démocratique provisoire (en grec Προσωρινή Δημοκρατική Κυβέρνηση, Prosoriní Dimokratikí Kyvérnisi) est l'administration déclarée par le Parti communiste de Grèce le 24 décembre 1947, pendant la guerre civile grecque. Le gouvernement contrôlait diverses zones montagneuses le long de la frontière nord de la Grèce, jouxtant les États communistes de Yougoslavie et d'Albanie, et était considéré comme la succession du « Gouvernement de montagne » établi en 1944, pendant la Seconde Guerre mondiale, par le mouvement de résistance EAM-ELAS dirigé par les communistes. Ses principaux alliés étaient l'URSS et le bloc de l'Est, bien qu'il ne fût jamais officiellement reconnu même par ces derniers.

## Histoire
La guerre civile grecque avait éclaté au printemps 1946, mais ce n'est qu'en juin 1947 que les communistes grecs ont annoncé leur intention de former un gouvernement séparé. Cette décision a été annoncée par Miltiadis Porfyrogennis, membre dirigeant du Parti, au XIe congrès du Parti communiste français, dans le but de faire de la publicité et de mettre en évidence le soutien d'autres partis et gouvernements communistes à la cause des communistes grecs. La formation d'un gouvernement séparé n'était pas seulement une renonciation à toute chance de réconciliation avec le gouvernement royal d'Athènes, mais impliquait également un abandon de la guérilla pour une structure plus « régulière ». Cela était conforme au « Plan des lacs » d'inspiration yougoslave, qui prévoyait la création d'une armée régulière de 50 000 à 60 000 hommes et l'occupation de grandes parties du nord de la Grèce, y compris finalement la deuxième ville de Grèce, Thessalonique, où le nouveau gouvernement s'installerait.
La formation du nouveau gouvernement a été annoncée le 23 décembre 1947, avec Markos Vafiadis, le chef de l'Armée démocratique de Grèce (DSE), comme premier président. Le gouvernement était composé exclusivement de membres du Parti, avec Giannis Ioannidis comme vice-président et ministre des Affaires étrangères, Petros Rousos comme ministre de la Justice, Miltiadis Porfyrogennis comme ministre de la Santé et du Bien-être, Pétros S. Kókkalis comme ministre des Finances, Vassilis Bartziotas comme ministre de l'Agriculture, Dimitris Vlantas comme ministre de l'Économie nationale et Leonidas Stringos comme ministre de l'Approvisionnement. À noter, le secrétaire général du Parti, Nikolaos Zachariadis, n'était pas membre du gouvernement,. Le nouveau gouvernement a activement tenté de se présenter comme un renouveau de l'idéologie et des pratiques du Front de libération nationale de l'époque de la Seconde Guerre mondiale, qui avait dominé le mouvement de la résistance grecque. Il était également remarquable pour sa protection active des minorités vivant dans le nord de la Grèce, d'autant plus que celles-ci avaient tendance à soutenir les communistes contre le gouvernement royal nationaliste.
Le 25 décembre, le DSE a attaqué la ville de Konitsa dans l'intention de s'emparer de la ville comme siège du nouveau gouvernement. Selon le témoignage de Vafiadis, Zachariadis avait exprimé l'espoir que si la ville tombait et devenait la capitale des communistes, le GDP serait reconnu par l'Union soviétique et d'autres États du bloc de l'Est. L'attaque dura jusqu'au 4 janvier 1948, mais se solda par un échec,. En fin de compte, le GDP n'a jamais été reconnu par aucun gouvernement, car les Soviétiques craignaient un élargissement du conflit à une guerre générale entre l'Occident et leurs États satellites dans les Balkans. Le Président du Conseil des ministres de l'Union soviétique, Joseph Staline, a déclaré à Zachariadis en février 1948 que les gouvernements voisins ne reconnaîtraient le GDP qu'après que d'autres pays l'aient d'abord fait.
Alors que le gouvernement national repoussait le DSE en 1948, Vafiadis se heurta à Zachariadis au sujet de la poursuite de la guerre. Finalement, il fut évincé de son poste de président du GDP le 7 février 1949 et Zachariadis lui-même assuma le poste jusqu'au 3 avril 1949, date à laquelle il fut remplacé par Dimitrios Partsalidis. Après la défaite des forces gouvernementales lors de la bataille de Grammos, le Gouvernement démocratique provisoire est défait lors de la guerre civile et quitte la Grèce le 28 août 1949. Le GDP a survécu en exil jusqu'à ce qu'il soit finalement dissous en octobre 1950.